# Cmentarz Doński

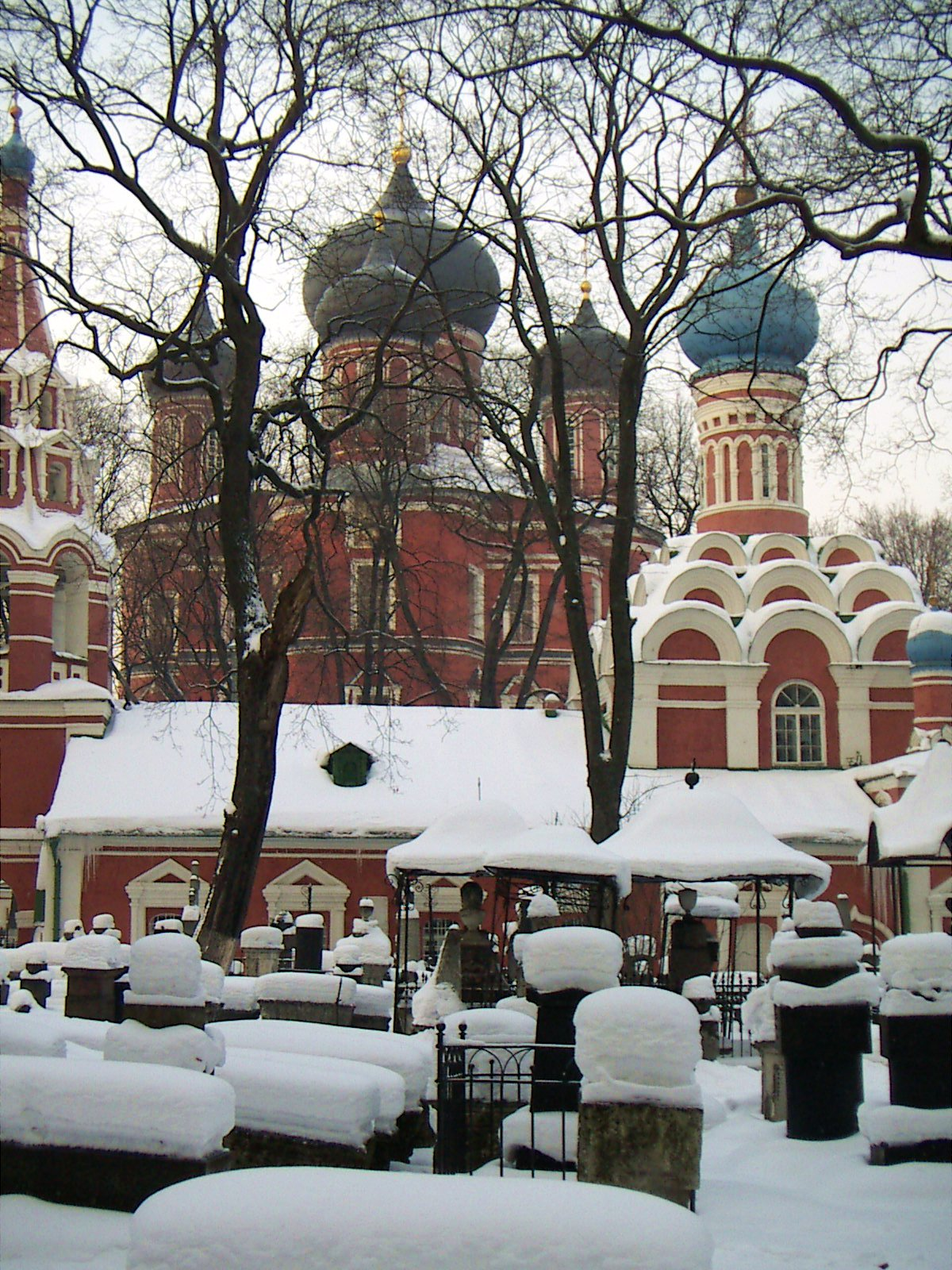
Stary Cmentarz Doński.

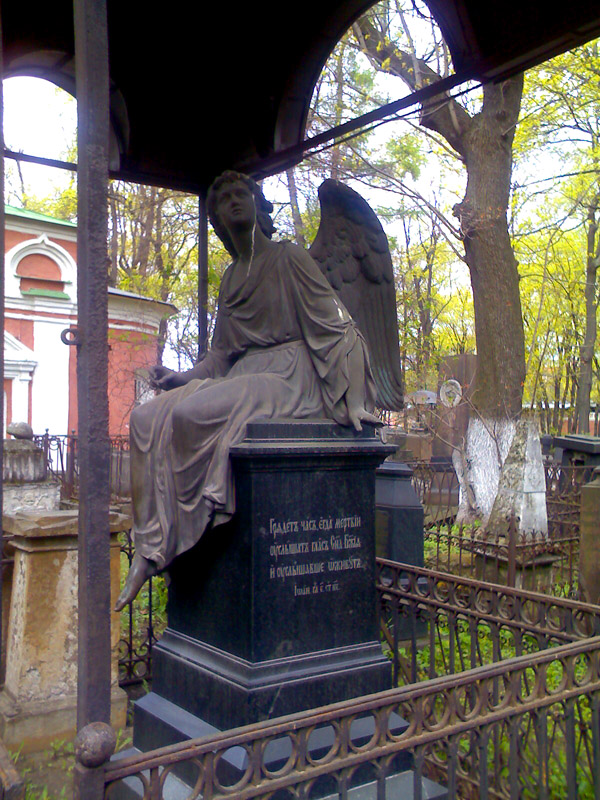
Grobowiec na Starym Cmentarzu Dońskim.

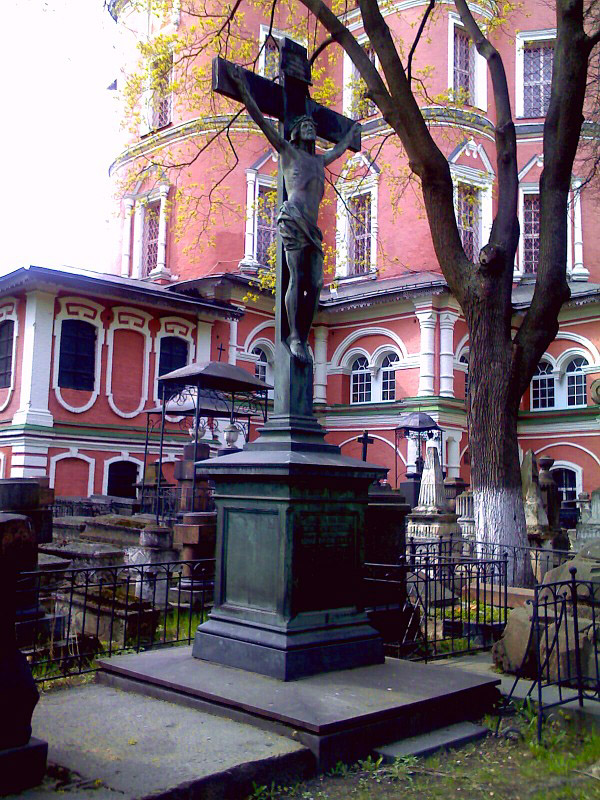
Grób na Starym Cmentarzu Dońskim.

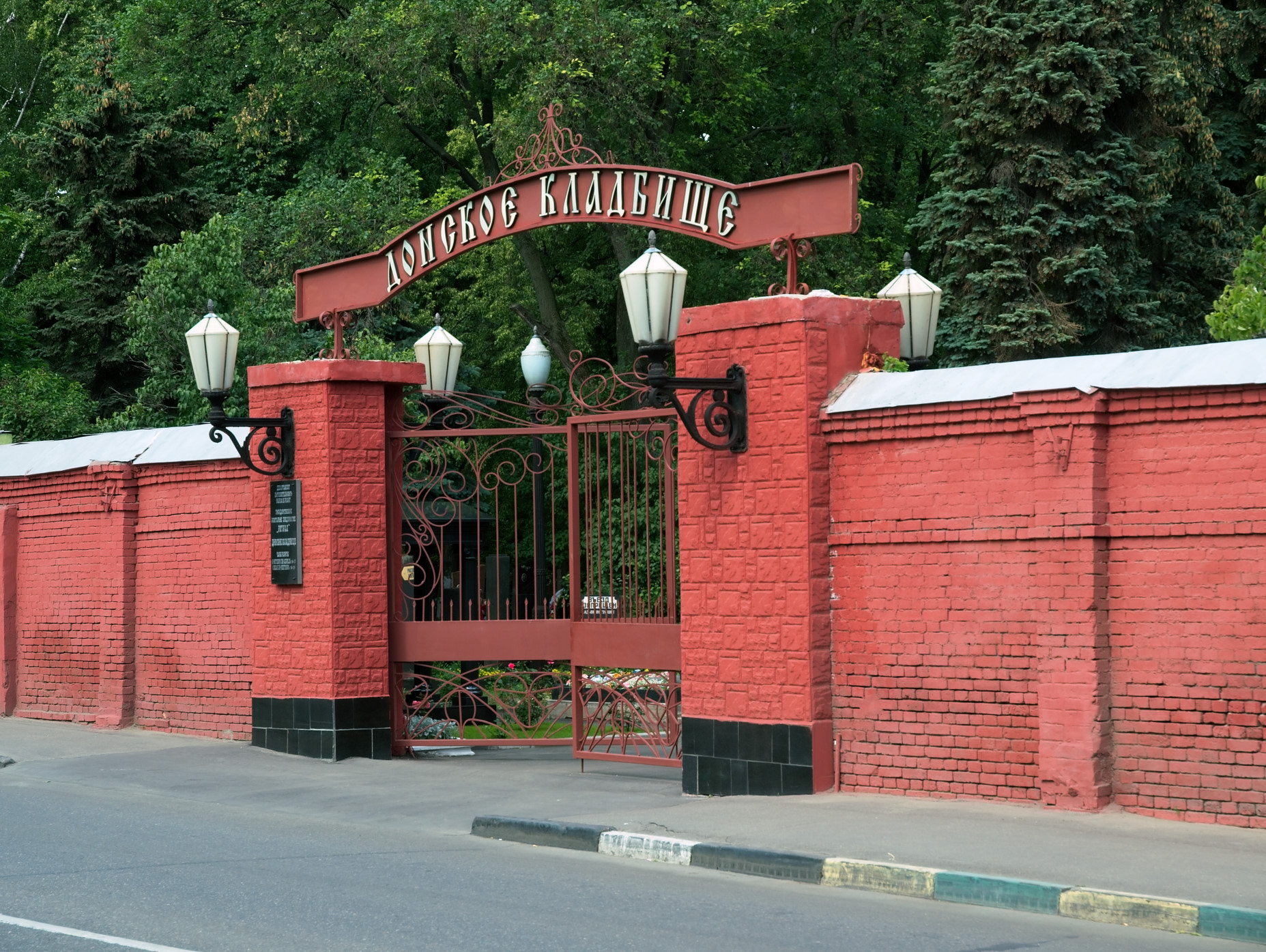
Wejście na Nowy Cmentarz Doński.

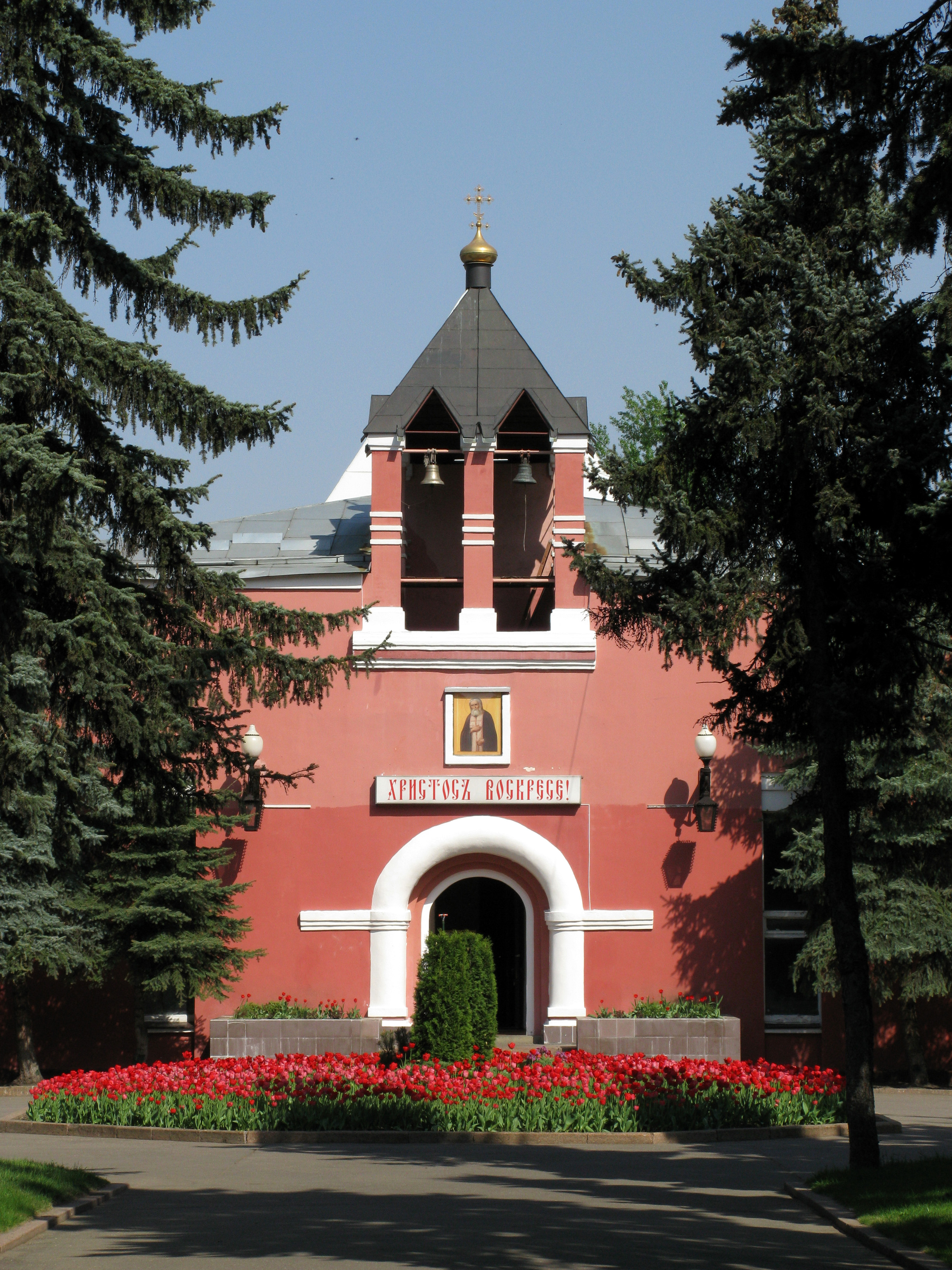
Nowy Cmentarz Doński - Cerkiew Świętego Serafina z Sarowa i Anny Kaszyńskiej, w latach 1927-1992 Krematorium Dońskie.

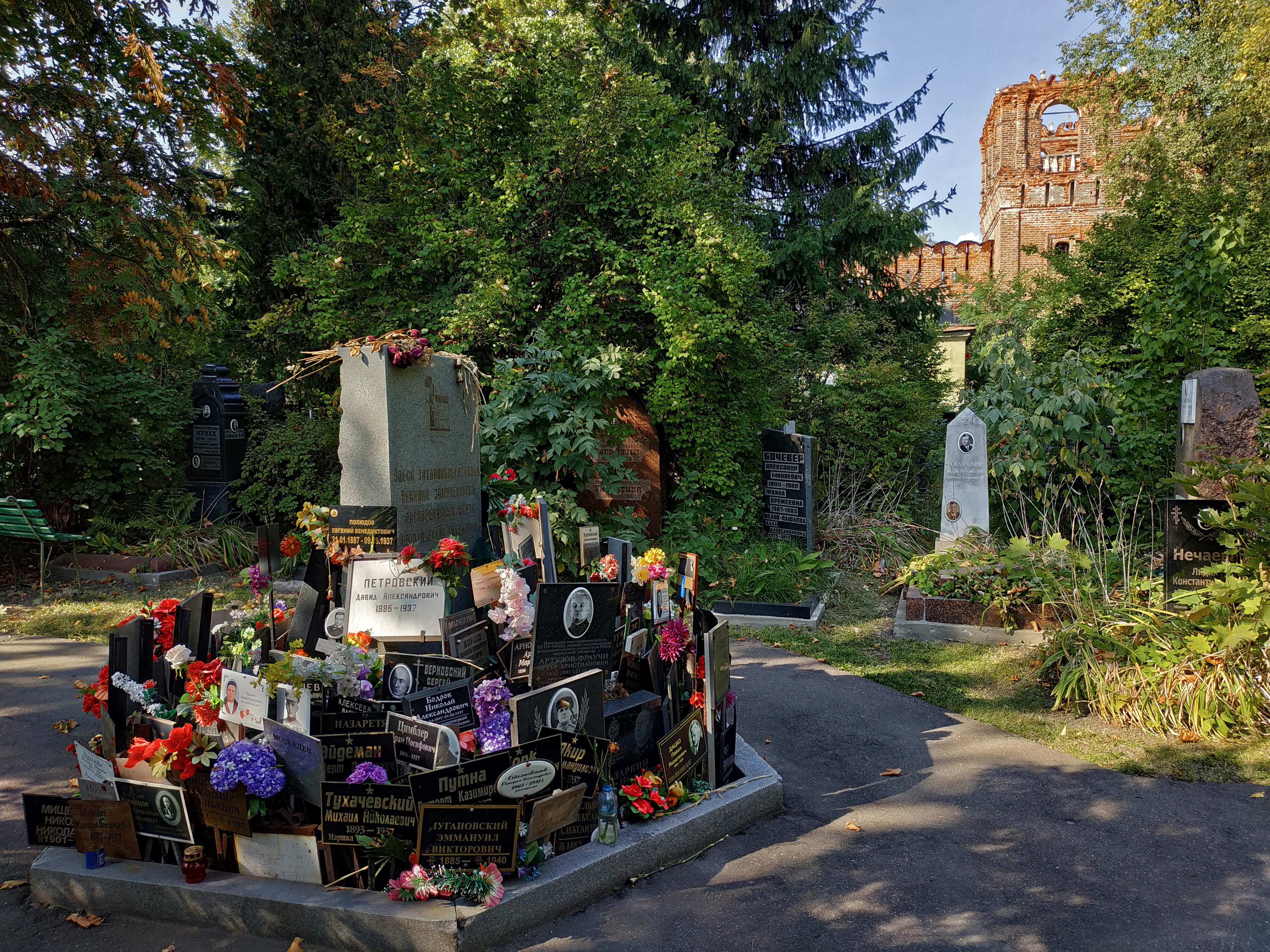
Mogiła nr 1 na Nowym Cmentarzu Dońskim - miejsce zbiorowego pochówku prochów ofiar Wielkiego terroru 1934–1939

Cmentarz Doński (ros. Донское Кладбище) – nekropolia w Moskwie położona w sąsiedztwie monastyru Dońskiego. Dzieli się na Stary Cmentarz Doński (ros. Старое Донское Кладбище) i Nowy Cmentarz Doński (ros. Новое Донское Кладбище).

## Stary Cmentarz Doński
Przyklasztorny cmentarz (znany jako Stary Cmentarz Doński, ros. Старое Донское Кладбище) od końca XVIII w. pełni funkcję nekropolii dla kilkunastu rodzin arystokracji rosyjskiej. Spoczywają tu m.in. przedstawiciele rodów Dołgorukich, Oboleńskich, Golicynów, Wołkońskich, Trubeckich, Wiaziemskich, Urusowów, Bobrinskich i Tołstojów. Na cmentarzu, zajmującym powierzchnię 2 hektarów, znajdują się ponadto groby wielu wybitnych postaci biorących czynny udział w życiu politycznym, publicznym lub artystycznym Rosji: dekabrystów, uczestników wojny 1812, pisarzy, malarzy, naukowców.
Obecnie powstaje tam Memoriał Pojednania Narodowego i Zgody. Składane są tam również prochy znanych Rosjan zmarłych na emigracji. W 2005 pochowano w tym miejscu jednego z przywódców kontrrewolucji w 1917 roku, generała Białej Armii Antona Denikina oraz publicystę i filozofa białej emigracji Iwana Iljina. 3 sierpnia 2008 spoczął tu laureat Nagrody Nobla w dziedzinie literatury w 1970, autor Archipelagu GUŁag Aleksandr Sołżenicyn. Spoczywają tu także sowieccy żołnierze, którzy stracili życie podczas bitwy pod Moskwą w okresie II wojny światowej.
Pochowany tu został święty Rosyjskiej Cerkwi Prawosławnej i patriarcha Moskwy Tichon. Przez wiele lat panowało powszechne przekonanie, iż jego relikwie bezpowrotnie zaginęły, jednak w lutym 1992 odnaleziono je na terenie nekropolii Monasteru Dońskiego. Zostały następnie umieszczone w relikwiarzu i kilka tygodni później przeniesione w asyście 50 biskupów do głównej cerkwi monasteru.
Znajduje się tu symboliczny grób generała Leopolda Okulickiego oraz jednego z czołowych działaczy Narodowej Demokracji Stanisława Jasiukowicza.
Obecnie odwiedzenie Starego Cmentarza Dońskiego, który znajduje się pod opieką klasztoru, możliwe jest jedynie w czasie weekendu.

### Pochowani na Starym Cmentarzu Dońskim
- Joseph Bové
- Piotr Czaadajew
- Michaił Chieraskow
- Anton Denikin
- Iwan Iljin
- Daniił Kaszyn
- Wasilij Kluczewski
- Nikołaj Niekrasow
- Władimir Odojewski
- Wasilij Pierow
- Daria Sałtykowa
- Władimir Sołłogub
- Aleksandr Sołżenicyn
- Iwan Szmielow
- Patriarcha Moskwy Tichon
- Nikołaj Żukowski

## Nowy Cmentarz Doński
Nieco dalej od monasteru położony jest Nowy Cmentarz Doński (ros. Новое Донское Кладбище), zwany również Cmentarzem Dońskim, który został założony na początku XX wieku. Na jego terenie znajdują się dwie cerkwie: św. Jana Klimaka oraz Serafina z Sarowa, w tej ostatniej po odebraniu przez władze sowieckie świątyni Rosyjskiemu Kościołowi Prawosławnemu i desakralizacji, 6 października 1927, w dziesiątą rocznicę przewrotu bolszewickiego (rewolucji październikowej) uruchomiono pierwsze w Moskwie i całym ZSRR krematorium. Od 1934 do końca stalinizmu (1953) kremowano w nim ciała ofiar egzekucji przeprowadzanych przez NKWD, z największym natężeniem w okresie "wielkiego terroru" lat 1934-1939.  W latach stalinizmu ciała zamordowanych przywożono na cmentarz ciężarówkami z więzień NKWD (m.in. z Lefortowa i Łubianki), ciężarówki zajeżdżały bezpośrednio pod piec krematoryjny. Prochy umieszczano anonimowo w trzech dołach śmierci, położonych w północnej części cmentarza. Największy, określany obecnie jako "mogiła nr 1", zawiera prochy ofiar z lat 1930-1942, "mogiła nr 2" z lat 1943-1944, "mogiła nr 3" z lat 1945-1989. W "spisach rozstrzelanych" Cmentarza Dońskiego, opublikowanych przez Stowarzyszenie Memoriał w 2005 znajdują się krótkie notki biograficzne 5068 straconych. Przewodniczący Stowarzyszenia Memoriał Arsienij Roginski określił zbiorową mogiłę nr 1 jako największy grób roku 1937. Krematorium zostało zamknięte w 1992 roku, a jego budynek zwrócony Rosyjskiemu Kościołowi Prawoslawnemu. Po przebudowie w 1998 świątyni przywrócono sakralny charakter jako Cerkwi pod wezwaniem Serafina z Sarowa i Anny Kaszynskiej.

### Pochowani na Nowym Cmentarzu Dońskim
- Arkadij Adamow
- Isaak Babel
- Jakow Bielopolski
- Wasilij Blücher
- Wasilij Błochin
- Kazimierz Cichowski
- Włas Czubar
- Eugeniusz Dolmatowski
- William Fisher
- Iwan Filimonow
- Konstantin Gej
- Gieorgij Głazkow
- Iosif Grigulewicz
- Aleksander Hotowicki
- Iona Jakir
- Aleksandr Jegorow
- Nikołaj Jeżow
- Izabella Jurjewa
- Nikołaj Klicz
- August Kork
- Lew Kopielew
- Wiktor Korszikow
- Aleksander Kosarejew
- Stanisław Kosior
- Sasza Krasny
- Maja Kristalinska
- Aleksiej Kruczonych
- Grigorij Kulik
- Tatiana Lioznowa
- Gieorgij Łangiemak
- Giennadij Łogofiet
- Aleksander Łokszin
- Wsiewołod Meyerhold
- Władimir Michels
- Solomon Michoels
- Wsiewołod Mierkułow
- Jewgienij Miller
- Konon Mołody
- Siergiej Muromcew
- Irina Murzajewa
- Ksienija Niekrasowa
- Wasilij Pierow
- Paweł Postyszew
- Irina Press
- Dmitrij Prigow
- Witalij Primakow
- Faina Raniewska
- Kłara Rumianowa
- Siemion Sokołowski
- Paweł Sudopłatow
- Aleksiej Suetin
- Walentina Tokarska
- Michaił Tuchaczewski
- Ijeronim Uborewicz
- Władimir Zazubrin